# Háromsátor
Háromsátor (németül: Dreihütten) Borostyánkő településrésze  Ausztriában Burgenland tartományban a Felsőőri járásban.

## Fekvése
A kőszegi határátkelőtől 26 km-re nyugatra, Borostyánkőtől 3 km-re északnyugatra a régi magyar határ mellett fekszik.

## Története
A települést 1608-ban protestáns német bányászok alapították. 1846-ban mezővárosi rangra emelték. Háromsátor a nemes szerpentinkő egyik feldolgozó és árusítóhelye volt.
Vas vármegye monográfiája szerint "Háromsátor magas hegyen fekvő határszéli német község, Alsó-Ausztria felé. Van 31 háza és 203 r. kath. és ág. ev. lakosa. Postája és távírója Léka. A községben ásványvízforrás van. A borostyánkői uradalomhoz tartozott."
1910-ben 206, túlnyomórészt német lakosa volt.
A trianoni békeszerződésig Vas vármegye Kőszegi járásához tartozott. Ma mintegy 200 lakosa van.